# Kunya
Une kunya ou kounya (en arabe : كُنْيَة, kunyah) est un teknonyme, c'est-à-dire un nom porté par un parent et qui fait référence à l'enfant. Ce type de nom est utilisé dans la culture arabe. Il s'agit du nom d'une personne adulte composé à partir du prénom de son fils ou de sa fille aîné.   
Une kounya se construit par l'utilisation d'abou (père) ou d'oumm (mère) dans une construction génitive (iḍāfah (en)), c'est-à-dire « père de » ou « mère de ». Elle s'utilise à la place, ou accompagnée, du prénom dans le monde arabe et dans le monde islamique plus généralement. L'utilisation de la kounya est le signe d'une interaction proche, mais qui reste respectueuse avec la personne ainsi désignée. 
La kounya est l'un des éléments du nom arabe, un type d'épithète, désignant en théorie le fils ou la fille aînée de celui ou celle qui le porte. Mais par extension, il peut aussi tirer son origine de références hypothétiques ou métaphoriques, tel un nom de guerre ou un surnom, sans qu'il y ait de véritable référence à un fils ou une fille.

## Usage général
Abou ou Oumm précède le nom du fils ou de la fille, dans une construction génitive (ʼiḍāfa). L'équivalent français serait par exemple d'appeler un homme "Père de Jacques" si son fils aîné s'appelle Jacques. L'utilisation de la kounya implique normalement une certaine proximité entre le locuteur et la personne ainsi désignée, mais elle est plus polie que l'utilisation du prénom seul. La kounya est également fréquemment utilisée en référence aux hommes politiques et autres célébrités pour indiquer le respect. Barakah bint Tha'laba, l'esclave abyssine qui éleva de Mahomet est ainsi désignée sous le nom de Oumm Ayman, en référence à son fils aîné. 
Une kounya peut aussi être un surnom exprimant l'attachement d'un individu à une certaine chose, c'est le cas s'agissant de Abu Bakr, "le père du chamelon", kounya qui a été donnée à ce compagnon du prophète Mahomet en raison de son affection pour les chameaux. 
Lorsque l'on utilise la kounya en complément du prénom de la personne désignée, la kounya précède ce prénom. Ainsi, on dira : abū Māzin Maħmūd, pour "Mahmud, le père de Mazen" (comme par exemple pour Mahmoud Abbas). En arabe classique, mais pas dans les formes dialectales[réf. nécessaire], abou peut changer et se retrouver sous les formes abā et abī (accusatif et génitif, respectivement), selon la position de la kounya dans la phrase   
Les hommes qui n'ont pas encore d'enfant sont souvent désignés par une kounya inventée. L'homme choisit alors sa propre kounya, souvent en référence à un personnage historique célèbre, parfois en référence à son père.   

## Kunya utilisée comme pseudonyme
Une pratique spécifique s'est développée au sein des groupes arabes, ou de culture musulmane, évoluant dans la clandestinité. Les membres de ces groupes se servent de kunyas comme noms de guerre afin de masquer leur identité véritable.